# Мирослав Спалајковић
Мирослав Спалајковић (Крагујевац, 18. април 1869 — Севр, 4. фебруар 1951) био је српски дипломата и политичар. Спалајковић је био министар без портфеља и заступник министра спољних послова од 19. фебруара до 15. маја 1920. године. Био је посланик Краљевине Србије у Русији пре и за време Првог светског рата. За време Другог светског рата био је саветник и сива еминенција председника квислиншке владе Милана Недића.
Мирослав Спалајковић је био зет српског првака Глише Јефтановића који је имао две високобразоване ћерке, Круну удату за Милана Сршкића и Драгицу удату за Мирослава Спалајковића. После ликвидације једног од синова (што ће сазнати тек по одласку из земље) уз помоћ бивших колега високих европских дипломата, са 75 година је заједно са супругом напустио земљу 1944. године.

## Биографија
Мирослав Спалајковић је рођен у породици богатог трговца у Крагујевцу. Студирао је право у Паризу у време када је Француску потресала Драјфусова афера. Докторирао је 1898. са тезом о међународноправном положају Босне и Херцеговине под аустроугарском окупацијом. У дипломатској служби Краљевине Србије налазио се од 1900. године. Био је секретар посланства у Петрограду од 1900. до 1904, а затим, од 1904. до 1906, конзул у Приштини. За шефа Конзуларног одељења Министарства иностраних дела именован је 1906, а наредне године за начелника истог министарства. На овом положају остао је до 1911, када је постављен за посланика у Софији, где је учествовао је у склапању Балканског савеза.
Од 1913. до 1919, у годинама Првог светског рата и Фебруарске и Октобарске револуције, био је посланик Србије у Русији. У новоствореној Краљевини Срба, Хрвата и Словенаца Спалајковић је 1920. постао министар без портфеља у влади Стојана Протића, а потом и народни посланик (радикал) у Уставотворној скупштини. У више наврата био је вршилац дужности министра иностраних дела Краљевине Србије, односно Краљевине Срба, Хрвата и Словенаца, које је као делегат представљао приликом склапања мира у Букурешту (1913) и Лозани (1922/1923), као и на прва два заседања скупштине Друштва народа (1920. и 1921).
Академик Милорад Екмечић у својој књизи „Ратни циљеви Србије” (позивајући се на америчког дипломату Џорџа Кенана који цитира књигу тадашњег француског амбасадора у Москви Жозефа Нулана који је био очевидац и сведок догађаја) изнео је чињеницу да се Спалајковић 1918. године у Москви на првом пријему за стране дипломате обратио Владимиру Лењину речима: „Ви сте бандит. Ви сте осрамотили словенску расу и ја вам пљујем у лице!” Како сведочи Нулан, Спалајковић није буквално пљунуо Лењина него фигуративно.
Као блиски пријатељ краља Александра Карађорђевића, Спалајковић је 1922. постављен на кључно место посланика у Паризу, на коме је и остао све до пензионисања 1935. године.

### Други светски рат
У време Другог светског рата подржавао је режим генерала Милана Недића и био један од његових главних идеолога. Августа 1941. био је међу београдским политичарима, представницима свих партија, комора, удружења, Универзитета, организација, на ком је Милан Недић „формално” добио мандат за састав Владе народног спаса. Са својим колаборационистичким ставовима у јавности је почео да иступа од половине 1942.
У свом првом чланку објављеном у новинама Српски народ, Спалајковић се обрушио на учеснике пуча од 27. марта и југословенску владу у егзилу, на идеју југословенства, истичући да је Уједињено Краљевство гурнуло Југославију у рат, а да немачки народ не жели пропаст Србије као што није желела пропаст Југославије и позивајући српски народ да следи Милана Недића. Већ након овог чланка огласио се Тијас Мортиђија, главни уредник усташког недељника Спремност, који је августа 1942. напао Спалајковића пред Немцима као некадашњег германофоба и русофила, па франкофила и заговорника Версајског система, који је одједном постао германофил. Ипак Немцима је одговарало да Спалајковић и даље напада Совјетски Савез и западне савезнике и антиосовински отпор у земљи.
Како су се партизани и Црвена армија приближавали Београду, Спалајковић је 6. септембра побегао у Беч првим транспортом који су организовали Немци и домаћи колаборационисти, заједно са још неким истакнутим колаборационистима и немачким симпатизерима (Танасијем Динићем, Александром Цинцар-Марковићем, братом и супругом Милана Стојадиновића и другима). Последње године живота провео је у емиграцији. Умро је у Француској 1951. године.